# Culture Caborn-Welborn

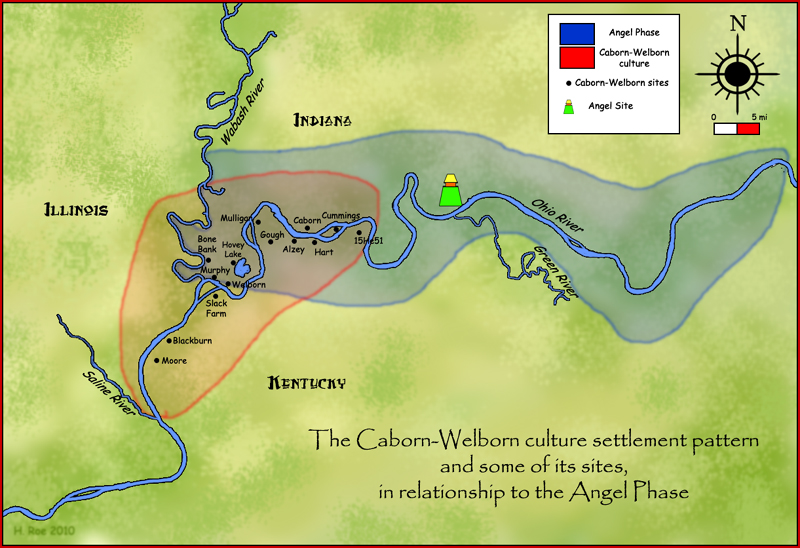
Emplacement de la culture Caborn-Welborn

La culture « Caborn-Welborn » est une culture préhistorique nord-américaine, définie par les archéologues comme une manifestation culturelle appartenant à la période du « Late Mississippian ». 
Cette culture s’est développée grâce à la disparition de la chefferie d’Angel Mounds (en), située dans le sud de l’État d’Indiana actuel. Cette culture est apparue aux alentours de l’an 1400 et semble avoir disparu vers l’an 1700. Elle représente la dernière occupation du sud de l’Indiana par les Américains natifs avant la colonisation européenne. Cependant, il est difficile de déterminer quel groupe ethnique natif descend de cette culture.

## Emplacement
La culture de Caborn-Welborn est composée de plus de 80 sites principalement situés sur des crêtes longeant les rivières Wabash et Ohio, allant de Geneva, dans le Kentucky jusqu’à l’embouchure de la rivière Saline de l’Illinois (en). La plupart des sites sont concentrés autour de la confluence des rivières Ohio et Wabash. Leur taille varie, allant de 0,6 are à 35 ares pour les villages les plus grands. Une majeure partie des sites archéologiques se situent sur les crêtes supérieures de la plaine inondable, habituellement près de marécages et marais. Le lit supérieur de la rivière Ohio dans cette région comporte un vaste système de digues naturelles, parallèles à la rivière et séparées par des zones marécageuses.

### Sites archéologiques
- site archéologique d’Ashworth (en) (12 Po 7) : situé dans le Comté de Posey dans l’Indiana et inscrit dans le Registre national des lieux historiques (registre américain) en 1985[4].
- Site de Bone Bank : le site était un grand village situé près de la rivière Wabash, dans le Comté de Posey. Il était surnommé « Bone Bank » à cause du nombre important de restes de tombes trouvés sur le site au XIXe siècle[5]. Il a été créé au début de la phase Caborn-Welborn, vers 1400[6].
- Site archéologique de Hovey Lake Klein (en) (12 Po 10) : le site est situé sur la rive ouest d’un lac reculé près de la rivière Ohio[7]. It was established about 1400[6].
- Site archéologique de Murphy (12 Po 1) : situé dans le Comté de Posey dans l’Indiana et inscrit dans le Registre national des lieux historiques (registre américain) en 1975. Également connu sous le nom de Sullivan Farm Site et Mouth-of-the-Wabash Site[4].
- Site archéologique de Slack Farm (en) : un grand village situé près de l’embouchure de la rivière Wabash dans le Comté d'Union (Kentucky)[8].
- Site archéologique de Welborn Village (en) (12 Po 19), également connu sous le nom de Murphy's Landing Site : situé dans le Comté de Posey.

### Chronologie
Subdivision temporelle interne de la culture Caborn-Welborn, basée sur les décorations d’objets en céramique et la présence de marchandises européennes.
| Subdivisions              | Dates       | Sites et marqueurs |
| ------------------------- | ----------- | --- |
| « Late Caborn-Welborn »   | 1600 - 1700 | Période protohistorique. Présence de marchandise européenne. Les sites inclus sont les sites de Slack Farm, de Murphy, de Cummings and de Blackburn.               |
| « Middle Caborn-Welborn » | 1450 - 1600 | Les sites inclus sont les sites de Slack Farm, de Mulligan, de Caborn, d’Alzey, de Hart, de Hooper et de Ries-Hasting. Sites 15He37.1, 15He38, 15Un101, et 15Un96. |
| « Early Caborn-Welborn »  | 1400 - 1450 | Transition de Angel à Caborn-Welborn. Les sites inclus sont les sites de Slack Farm, de Murphy, de Welborn, de Mann, de Hovey Lake et de Gough.                    |

## Culture matérielle

### Poterie

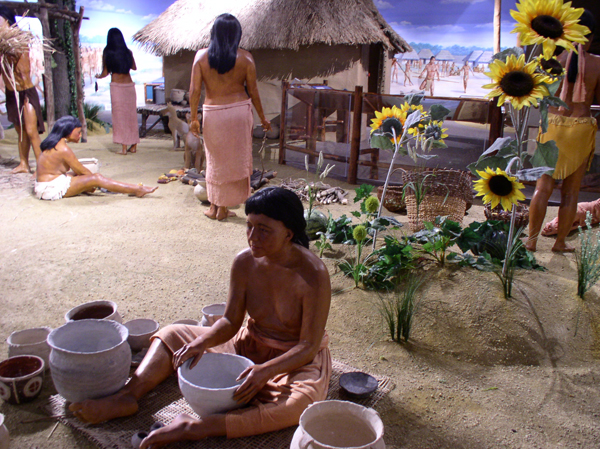
Fabrication de poteries

La poterie fabriquée par les femmes de la culture Caborn-Welborn était confectionnée à partir de bandes d’argile, qui étaient ensuite polies par le potier, comme c’est le cas pour la plupart des poteries trouvées dans la partie est de l’Amérique, où le tour de potier n’était pas connu. Parmi les formes de récipient, on trouve des pots, des bols, des casseroles, des assiettes et des entonnoirs. La plupart des pots présentent des bords avec des cous arrondis et des poignées. La majorité de la poterie retrouvée sur les sites archéologiques de Caborn-Welborn fait partie des types de poterie connus sous les noms de « Mississippian Plain » et « Bell Plain ». Ces variétés sont très communes à la plupart des cultures du Mississippi présentes dans les vallées des rivières Ohio et Mississippi. La poterie est de couleur chamois et contient de larges fragments de coquilles de moules, qui agit comme agent de revenu. Ce type de poterie n’est pas aussi lisse et poli que les autres variétés.
Certains types uniques de poterie et de décorations permettent de distinguer la culture de Caborn-Welborn des autres. « Caborn-Welborn Decorated », « Kimmswick Fabric Impressed », et « Kimmswick Plain » sont des variétés très fréquemment trouvées sur les sites archéologiques de Caborn-Welborn, et sont des marques de fabrique de cette culture. Des pots à l’effigie d’êtres humains ou d’animaux sont aussi communément trouvés sur ces sites. Certains de ces pots présentent une tête humaine ou animale et parfois une queue attachées au bord ; d’autres sont en forme de tête et présentent des anses en argile pour faire figure de membres. Le style de céramique décoré le plus commun, « Caborn-Welborn Decorated », est caractérisé par des lignes entaillées ou ponctuées sur les épaules des objets en forme de pots. D’autres styles, moins communs, témoignent de la continuité de cultures antérieures de la Lower Ohio Valley, et du contact avec les cultures du Mississippi en général, spécifiquement la Central Mississippi Valley et la culture Oneota. Ces styles de poterie incluent : « Old Town Red », « O'Byam Incised/Engraved », « Manly Punctate », « Angel/Kincaid Negative Painted (en) », « Beckwith Incised », « Barton Incised », « Ranch Incised-Like », « Parkin Punctuate (en) », « Campbell Punctuate (en) », « Walls Engraved (en) », et « Vernon Paul Applique ».

### Agriculture et alimentation

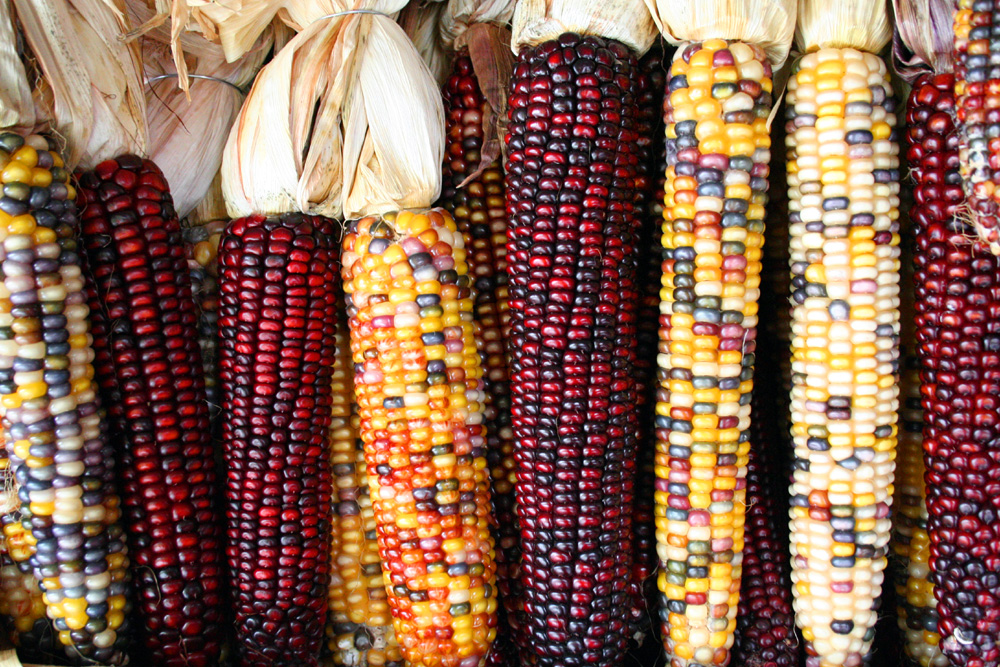
Le maïs était l’aliment principal cultivé par le peuple de Caborn-Welborn

Le peuple Caborn-Welborn était très impliqué dans l’agriculture du maïs, ainsi que dans l’agriculture d’autres denrées alimentaires telles que les légumes secs, les cucurbitas, l’hélianthe et les courges. À la suite du déclin des peuples Angel Phase (qui auraient précédé les peuples Caborn-Welborn), les haricots (légumes secs) ont été ajoutés dans leur alimentation, ce qui aurait été une source riche en protéines dans leur alimentation centrée sur le maïs. En effet, le maïs manque de deux acides aminés : la lysine et le tryptophane, dont le corps a besoin pour produire des protéines et de la vitamine B3. Les haricots contiennent ces deux acides aminés. La combinaison des deux aliments permet donc une alimentation riche en protéines et équilibrée. Les peuples Caborn-Welborn se nourrissaient également de cueillette, par exemple de noix telles que les noix de caryer, de noyer noir, de pacanier, et des glands. Ils cueillaient également des fruits et des baies tels que le kaki, les fruits de l’asiminier trilobé et des prunes. La chasse du cerf de Virginie, du bison, de sciuridés, de lapins, de dinde, d’opossums et de castors ont permis d’ajouter un apport primordial en protéine à leur alimentation. Cependant, contrairement à d’autres civilisations du Mississippi dans la vallée centrale, leur alimentation ne comprenait pas de poisons ou de gibier d’eau.

## Marchandise européenne

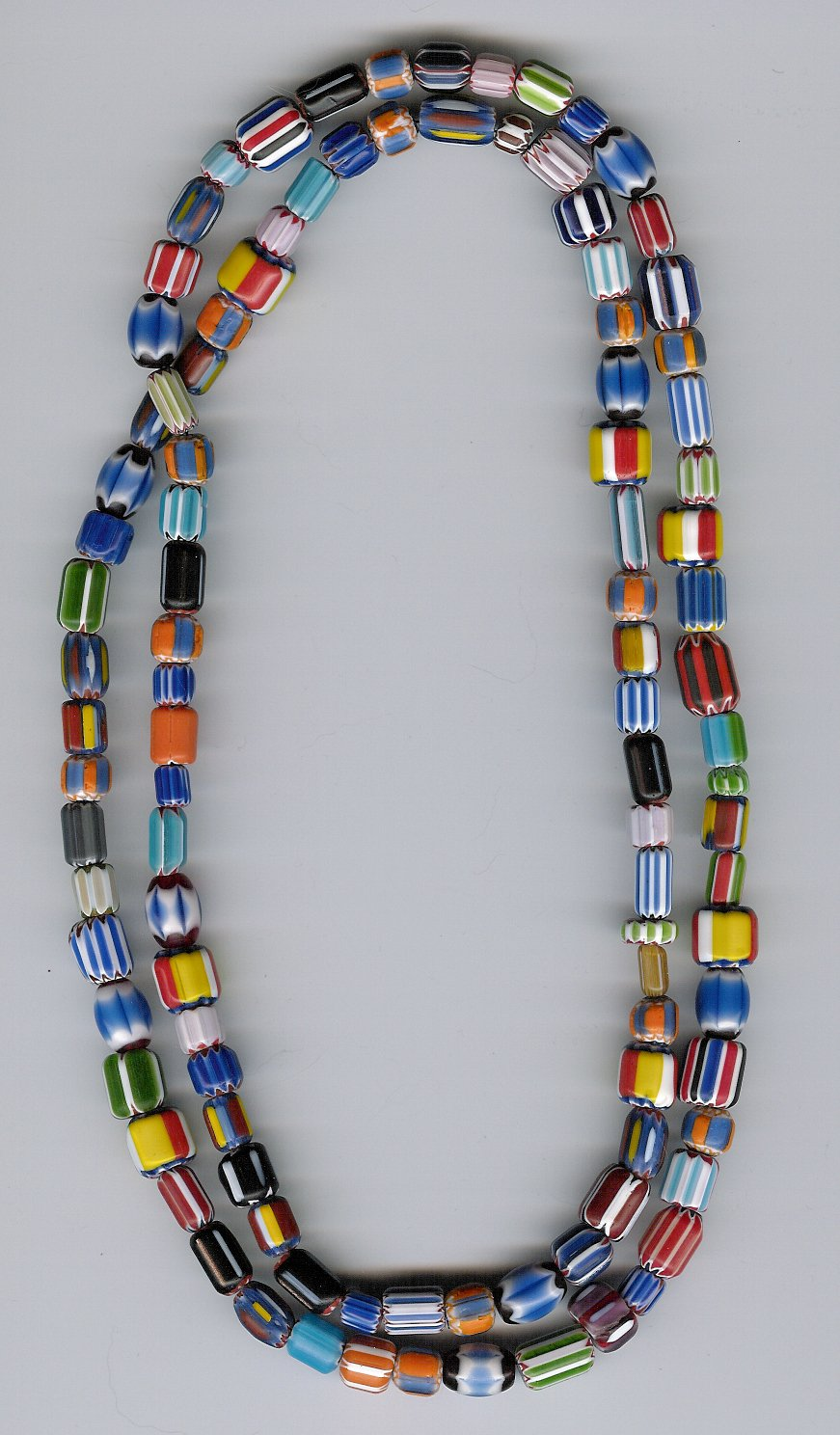
Perles de verre utilisées par les espagnols

Vers la fin de la culture de Caborn-Welborn, des marchandises européennes ont commencé à apparaitre dans les objets retrouvés dans les tombes. Ces marchandises incluent des tubes en cuivre et en laiton, des perles de verre (en), et des bracelets. Cependant, ces trouvailles ne sont pas significatives d’un contact direct avec la civilisation européenne. Ces objets auraient pu arriver dans la région de la culture de Caborn-Welborn grâce à des marchands natifs utilisant les routes de commerces qui ont également servi, pendant des siècles, à amener des matériaux exotiques tels que des coquillages ou du cuivre originaire d’autres régions.
Les marchands ont cependant contracté et propagé des maladies d’origine européenne telles que la variole et la rougeole. Ces maladies apparaissaient sur les continents américains bien avant les expéditions composées d’Européens. De par leur absence d’immunisation contre ces nouvelles maladies, de nombreuses civilisations indigènes ont été perturbées ou ont disparu lors de leur contact physique direct avec les Européens. La civilisation Caborn-Welborn faisait partie des peuples touchés.